# هاري كلارك (لاعب كرة قدم بريطاني)
هاري كلارك (بالإنجليزية: Harry Clark)‏ (29 ديسمبر 1932 في المملكة المتحدة - ) هو لاعب كرة قدم بريطاني في مركز مهاجم داخلي. لعب مع شيفيلد وينزداي ونادي هارتلبول يونايتد وهوردن كوليري ولفير ‏ ودارلينجتون إف سى.

## وصلات خارجية
- هاري كلارك على موقع قاعدة بيانات كرة القدم.إي يو (الإنجليزية)